# 宝島寺
宝島寺（ほうとうじ）は、岡山県倉敷市連島町矢柄にある真言宗御室派の寺院である。

## 歴史
貞観元年（859年）に理源大師（聖宝）により開かれ、古くには広大な寺域を持っていたと言われている。江戸時代中期頃に名僧寂厳（じゃくごん）が住職を務めた寺として知られている。戦国時代と江戸時代の慶長年間の二度の大火により建物の多くは消失した。

## 宝島寺仁王門
創建年代は室町中期と推定され、慶長年間の大火を逃れた唯一の建物である。桁行3間、梁間2間の欅の円柱を用いた三間一戸の八脚門で、屋根は切妻造、本瓦葺となっている。左右に脇間のある様式で、両脇間は前後にわかれ、仁王像は後室に祀られている。昭和58年度と平成28年度に保存修理が行われたが、その際に享保4年（1717年）に大修理が行われたことも判明した。倉敷市の文化財に指定されている。

## アクセス
- 大平山トンネル南側ふもと近く
- 両備バス「宝島寺口」停留所徒歩15分

## 外部サイト
- くらしき地域資源ミュージアム（宝島寺）
- 宝島寺仁王門（倉敷市）